# Episodi di Regular Show (prima stagione)
La prima stagione della serie animata Regular Show, composta da 12 episodi, è stata trasmessa negli Stati Uniti, da Cartoon Network, dal 6 settembre al 22 novembre 2010.
In Italia la stagione è stata trasmessa dal 27 settembre al 13 dicembre 2011 su Cartoon Network.
| nº | Titolo originale            | Titolo italiano               | Prima TV USA      | Prima TV Italia   |
| -- | --------------------------- | ----------------------------- | ----------------- | ----------------- |
| 1  | The Power                   | La tastiera magica            | 6 settembre 2010  | 27 settembre 2010 |
| 2  | Just Set Up the Chairs      | Disponete solo le sedie       | 13 settembre 2010 | 4 ottobre 2010    |
| 3  | Caffeinated Concert Tickets | Mitici Fist Pump              | 20 settembre 2010 | 11 ottobre 2010   |
| 4  | Death Punchies              | Pugni mortali                 | 27 settembre 2010 | 18 ottobre 2010   |
| 5  | Free Cake                   | Torta gratis                  | 4 ottobre 2010    | 25 ottobre 2010   |
| 6  | Meat Your Maker             | La vendetta degli hot dog     | 11 ottobre 2010   | 1º novembre 2010  |
| 7  | Grilled Cheese Deluxe       | Le bugie hanno le gambe corte | 18 ottobre 2010   | 8 novembre 2010   |
| 8  | The Unicorns Have Got to Go | Gli unicorni devono andarsene | 25 ottobre 2010   | 15 novembre 2010  |
| 9  | Prank Callers               | Scherzi telefonici            | 1º novembre 2010  | 22 novembre 2010  |
| 10 | Don                         | Don                           | 8 novembre 2010   | 29 novembre 2010  |
| 11 | Rigby's Body                | Il corpo di Rigby             | 15 novembre 2010  | 6 dicembre 2010   |
| 12 | Mordecai and the Rigbys     | Musicisti per un giorno       | 22 novembre 2010  | 13 dicembre 2010  |

## La tastiera magica
- Titolo originale: The Power
- Diretto da: Mike Roth
- Scritto da: J.G. Quintel

### Trama
Rigby ruba una tastiera magica di uno stregone. Quando Mordecai e Rigby fanno un buco nel muro decidono di usare la tastiera per chiedere un aumento a Benson con cui riparare il buco. Poi, però, la usano per fare quello che vogliono e per sbaglio mandano Skips e altre cose sulla luna. Lo vanno a recuperare, però vengono inseguiti da un mostro gigante.
- Ascolti USA: telespettatori 2.097.000 – rating/share 18-49 anni[1].

## Disponete solo le sedie
- Titolo originale: Just Set Up the Chairs
- Diretto da: Mike Roth
- Scritto da: Sean Szeles e Shion Takeuchi

### Trama
C'è una festa di compleanno per bambini. Il compito di Mordecai e Rigby è quello di disporre le sedie. I due vogliono finire il lavoro per mostrare a Benson che non sono fannulloni, ma invece si mettono a giocare con i videogiochi. Attivano per sbaglio il Demolitore di Mondi che esce dallo schermo e diventa un mostro vero.
- Ascolti USA: telespettatori 1.903.000 – rating/share 18-49 anni[2].

## Mitici Fist Pump
- Titolo originale: Caffeinated Concert Tickets
- Diretto da: Mike Roth
- Scritto da: J.G. Quintel e Mike Roth

### Trama
Mordecai e Rigby lavorano lo straordinario per ottenere i biglietti del concerto dei Fist Pump. Per non addormentarsi bevono di continuo il caffè, ma quando esso finisce lo prendono dell'altro con l'aiuto di un chicco di caffè gigante e il suo traduttore che vogliono in cambio due biglietti per il concerto. Mordecai e Rigby prendono solo quelli per loro, allora il chicco di caffè gigante e il suo traduttore glieli rubano. Così nasce una lotta per i biglietti.
- Guest star: S. Scott Bullock (chicco di caffè gigante).
- Ascolti USA: telespettatori 1.715.000 – rating/share 18-49 anni[3].

## Pugni mortali
- Titolo originale: Death Punchies
- Diretto da: Mike Roth
- Scritto da: J.G. Quintel, Mike Roth e Jake Armstrong

### Trama
Stanco di Mordecai sempre a picchiarlo, Rigby impara le arti marziali del "Death kwon do". Ruba le istruzioni per il pugno mortale. Prova questa mossa sulle persone e sul parco e aspetta Mordecai per la sua vendetta. Ma anche Mordecai impara le mosse del death kwon do.
- Ascolti USA: telespettatori 1.980.000 – rating/share 18-49 anni[4].

## Torta gratis
- Titolo originale: Free Cake
- Diretto da: Mike Roth
- Scritto da: Kat Morris e Paul Scarlata

### Trama
Mordecai e Rigby vogliono cogliere l'occasione di poter mangiare una torta al cioccolato al compleanno di Skips. Ma anziché venire alla festa, Skips si isola nella foresta e quando Mordecai e Rigby lo vedono lo interrompono mentre stava facendo la danza spirituale. Come si è visto, Skips aveva fatto un patto con i Guardiani dell'Eterna Giovinezza che hanno donato a Skips l'immortalità solo se ogni anno, il giorno del suo compleanno, avrebbe fatto la danza spirituale. Mordecai e Rigby, così, rompono il patto con i Guardiani dell'Eterna Giovinezza che vogliono uccidere Skips.
- Guest star: Robin Atkin Downes (Gary), David Kaye (Guardiani dell'Eterna Giovinezza).
- Ascolti USA: telespettatori 2.095.000 – rating/share 18-49 anni[5].

## La vendetta degli hot dog
- Titolo originale: Meat Your Maker
- Diretto da: Mike Roth
- Scritto da: Sean Szeles e Shion Takeuchi

### Trama
Quando tutti si preparano per il barbecue annuale del parco, le cose vanno male perché Rigby brucia accidentalmente gli hot dog. Mordecai e Rigby allora vanno nella cella frigorifera per prendere altri hot dog, ma Rigby per sbaglio chiude la porta e rompe il termostato. Così Mordecai sviene dal freddo. Rigby trova degli hot dog che stranamente sono vivi e li aiutano a uscire. Gli hot dog, poi, rivelano il loro piano: mangiare tutti.
- Guest star: Tim Curry (capo degli hot dog parlanti).
- Ascolti USA: telespettatori 1.866.000 – rating/share 18-49 anni[6].

## Le bugie hanno le gambe corte
- Titolo originale: Grilled Cheese Deluxe
- Diretto da: Mike Roth
- Scritto da: Sean Szeles e Shion Takeuchi

### Trama
Benson manda Mordecai e Rigby a prendere un sandwich al doppio formaggio, ma i due fanno una gara a chi dice più bugie. Fingono di essere astronauti e ingannano una coppia di quelli veri. Poi, Mordecai e Rigby si coinvolgono nella faccenda che un'antimateria sta per esplodere e per distruggere la città.
- Guest star: Scott MacDonald (Williams).
- Ascolti USA: telespettatori 2.163.000 – rating/share 18-49 anni[7].

## Gli unicorni devono andarsene
- Titolo originale: The Unicorns Have Got to Go
- Diretto da: Mike Roth
- Scritto da: Kat Morris e Paul Scarlata

### Trama
Invece di uscire con Rigby, come gli aveva promesso, Mordecai compra un nuovo profumo per attirare Margaret. Il profumo però attira un gruppo di unicorni dark che vogliono aiutare Mordecai a conquistare Margaret. In realtà vogliono solo prenderlo in giro per ridere. Di notte gli unicorni fanno una festa nel parco e rompono tutto, allora Mordecai, Rigby, Benson, Pops e Skips ideano un piano per cacciarli.
- Guest star: Armand Aritson Ratemoll (unicorni).
- Ascolti USA: telespettatori 2.417.000 – rating/share 18-49 anni[8].

## Scherzi telefonici
- Titolo originale: Prank Callers
- Diretto da: Mike Roth
- Scritto da: J.G. Quintel, Mike Roth e Kent Osborne

### Trama
Mordecai e Rigby fanno scherzi telefonici. Ne fanno numerosissimi al Maestro degli Scherzi
che però non riescono ad ingannare, e anzi lo infastidiscono. Allora il Maestro li chiama e li spedisce nell'anno 1982. Mordecai e Rigby devono fare uno scherzo al Maestro degli Scherzi per poter tornare nel presente.
- Guest star: Tim Curry (Maestro degli Scherzi).
- Ascolti USA: telespettatori 2.088.000 – rating/share 18-49 anni[9].

## Don
- Titolo originale: Don
- Diretto da: Mike Roth
- Scritto da: Benton Connor, Kat Morris e J.G. Quintel

### Trama
Il parco sta per essere sequestrato se le tasse non verranno pagate. I dipendenti che ci lavorano chiamano Don, un simpatico ragioniere fratello di Rigby, che dovrà sistemare i conti. Rigby è geloso di Don perché ha una personalità molto amichevole e ciò allontana l'attenzione da Rigby. Allora lui allontana Don che si rattristisce e se ne va. Poi Rigby prova a pagare le tasse, ma lo fa in modo sbagliato ed il parco viene cancellato come in un programma per i computer. Tocca a Mordecai e Rigby andare a recuperare Don.
- Guest star: Julian Dean (Don).
- Ascolti USA: telespettatori 2.085.000 – rating/share 18-49 anni[10].

## Il corpo di Rigby
- Titolo originale: Rigby's Body
- Diretto da: Mike Roth
- Scritto da: J.G. Quintel e Mike Roth

### Trama
Dopo che Rigby ha mangiato troppo cibo spazzatura, il suo corpo abbandona la sua anima. Mordecai e Skips vogliono aiutarlo a farlo tornare come prima, ma devono farlo prima del tramonto. Le cose vanno male quando l'anima di un culturista vuole entrare nel corpo di Rigby. Così nasce una lotta per il corpo.
- Guest star: Jeff Bennett (culturista).
- Ascolti USA: telespettatori 1.933.000 – rating/share 18-49 anni[11].

## Musicisti per un giorno
- Titolo originale: Mordecai and the Rigbys
- Diretto da: Mike Roth
- Scritto da: Sean Szeles e Shion Takeuchi

### Trama
Mordecai e Rigby ordinano delle magliette per la loro finta band, ma Margaret li scambia per dei musicisti veri. Mordecai per stupirla forma una vera band chiamata "Mordecai e i Rigby". Purtroppo né Mordecai, né Rigby sanno suonare. Dopo arrivano Mordecai e Rigby del futuro (che sono delle rockstar famose) per insegnare a essere dei musicisti a quelli del presente. I due però scoprono che in futuro saranno famosi perché canteranno in playback.
- Guest star: Paul F. Tompkins (Pops nella registrazione didattica).
- Ascolti USA: telespettatori 2.028.000 – rating/share 18-49 anni[12].